# Kasteel Montfort (Limburg)
Kasteel Montfort, ook bekend onder D'n Tómp of De Grauwert, ligt even buiten de kern van Montfort. Eigenlijk wordt met de Grauwert een toren in het bijzonder bedoeld, maar de naam wordt al eeuwenlang gebruikt voor het gehele kasteel.
Het Kasteel Montfort is gebouwd rond het jaar 1260, in opdracht van Hendrik III van Gelre, die zich later ook 'Heer van Montfort' noemde. Na fasen van verbouwingen, belegeringen, branden maar ook eigenhandig afbreken is het kasteel langzaam vervallen tot een ruïne, zij het nog steeds indrukwekkend.
Vanaf 1961 is het kasteel in bezit van de Stichting Kasteel Montfort. Op één der muurresten is omstreeks 1850 een achthoekig bakstenen Jachtslot gebouwd, dat thans in oorspronkelijke staat is hersteld.

## Gegevens
De afmetingen van het Kasteel Montfort bedragen 50 bij 50 meter. Het kasteel wordt tot de meest geavanceerde kasteeltypen gerekend – het grondplan is niet vierkant maar polygoon, de omliggende ringmuur bevat knikken uit oogpunt van verdediging, en één toren (de Grauwert) heeft een wel heel afwijkende vorm: de achterkant is rond en de voorkant heeft een spitse punt. Deze 'snavelbektoren' bevindt zich rechts naast de oorspronkelijke ingang van het kasteel en was derhalve bedoeld voor het laten afketsen van projectielen. Hiermee is dit een uniek voorbeeld in de Benelux.

## Historie

### Hendrik van Gelre, Heer van Montfort (1259–1284)
Hendrik III van Gelre kreeg omstreeks 1259 de plaats Linne en omgeving van zijn broer Otto II van Gelre. Op een strategisch gelegen plaats, gelegen in het vlootbeekdal op een natuurlijke heuvel tussen de wateren, liet Hendrik van Gelre rond 1260 een kasteel bouwen.
Mogelijk was er reeds een bestaand bouwwerk op deze heuvel dat is afgebroken of uitgebreid. Voor de bouw werd hoofdzakelijk gebruikgemaakt van natuursteen. Een deel hiervan is mogelijk afkomstig van een gesloopte verdedigingstoren bij de Romeinse brug van Maastricht (zie: beleg van Maastricht, 1267). Rond 1267 werd de bouw van deze burcht afgerond. Het kasteel kreeg de naam 'Montfort', en gaandeweg kreeg het naastgelegen dorp deze naam ook. De naam 'Montfort' was in die tijd een populaire naam.
Hendrik van Gelre was behalve heer van Montfort ook prins-bisschop van Luik in de periode 1247–1274. Door zijn bisschopsonwaardige gedrag werd hij door Paus Gregorius X oneervol ontslagen. Regelmatig trok Hendrik met een leger plunderend door het Luikse land. Hendrik van Gelre werd hierdoor 'vogelvrij' verklaard en dat leidde tot het opstellen van zijn testament. In 1284 werd hij door de Luikenaren tussen Linne en Montfort met een vijfhoekige knots vermoord. Reinoud I van Gelre was zijn erfgenaam.

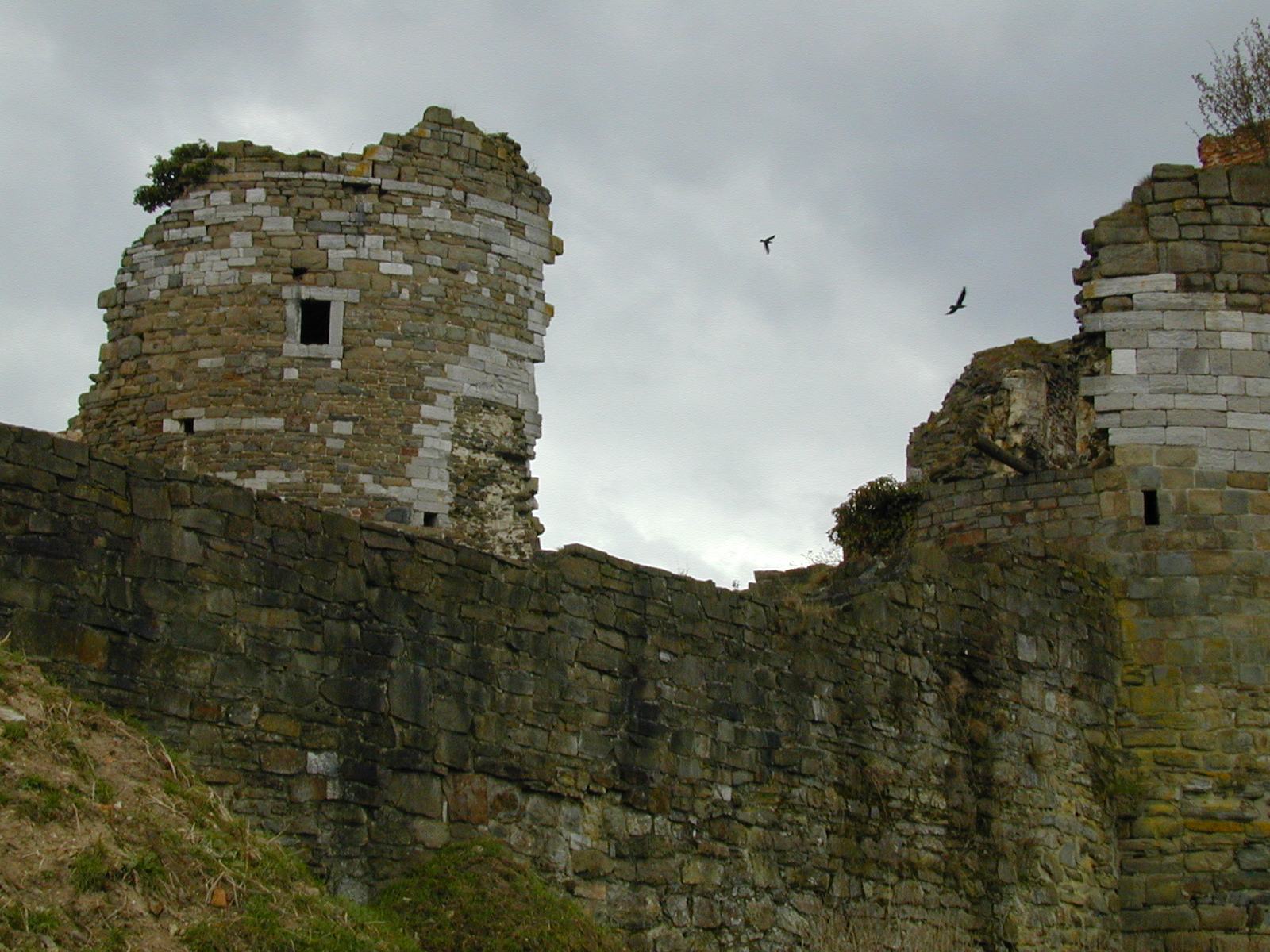
De Grauwert

### Reinoud I van Gelre (1284–1319)
Toen Reinoud I van Gelre bewind ging voeren, was het uitbreiden van het kasteel met een vijfde toren, de Grauwert, een van zijn eerste taken. De reden hiervoor was onder andere het uitbreken van de Limburgse Successieoorlog. Toen deze oorlog ten einde kwam werd het ambt Montfort het zuidelijkste punt van het graafschap Gelre. Hij werd echter gevangengenomen, maar kon later worden vrijgekocht. Zijn gelijknamige zoon, Reinoud II van Gelre, vond op een gegeven moment dat zijn vader het graafschap niet meer kon besturen. Hij liet zijn vader gevangen houden op de Veluwe, maar een brief van Graaf Willem van Holland eiste vrijlating, maar in plaats daarvan liet Reinoud II van Gelre zijn vader in 1320 opsluiten in de kerker van de Grauwert, een toren die hij nota bene zelf had laten bouwen. Reinoud I van Gelre stierf na zes jaar gevangenschap, in 1326.

### Reinoud II van Gelre (1320–1343)
Voor Reinoud II van Gelre brak een bloeiende periode aan. Doordat hij trouwde met een zuster van de Engelse koning Eduard II, werd zijn status van Graaf veranderd in Hertog. Engeland raakte in conflict met Frankrijk (Honderdjarige Oorlog). Al dan niet gewenst raakte Reinoud II van Gelre door zijn banden met Engeland hier ook bij betrokken. Hij speelde dan ook vaker een belangrijke rol bij vredesonderhandelingen tussen de betreffende landen.
In het jaar 1342 werd begonnen aan een omvangrijke verbouwing van het Kasteel Montfort. Deels had dit te maken door zijn frequente bezoek op het kasteel, waarbij ook zijn gehele hofhouding verbleef. Het bezitten van een groot kasteel verhoogde ook zijn aanzien. Deze verbouwing heeft in totaal maar 2 jaar in beslag genomen, een relatief korte tijd. Om dit te kunnen bewerkstelligen zijn daarom ook veel arbeiders op het kasteel aan het werk geweest. Behalve natuursteen is ditmaal ook een enorm aantal bakstenen gebruikt, welke ter plekke werden gebakken.
In deze periode had Reinoud II een kwakkelende gezondheid. Het voltooien van de verbouwing zou hij dan ook niet meer meemaken. Hij stierf in 1343.

### Na Reinoud II van Gelre (1343–1950)
In de tijd na Reinoud II van Gelre werd het kasteel nog verder versterkt. Vanaf 1500 kwam er een voorburcht de Bongaertshof, later de Voorhof, bij. De huidige boerderij de Voorhof is waarschijnlijk op de restanten van deze voorburcht gebouwd. De toegang tot het kasteel werd nu extra bemoeilijkt doordat men via de voorburcht pas de brug naar het kasteel kon bereiken: Men moest tweemaal een gracht over.
Halverwege de 16e eeuw kwam het kanon in opmars. Hier zijn veel kastelen aan ten onder gegaan, maar het Kasteel Montfort werd juist versterkt met vestingwerken. De bestaande gracht werd gedempt en daaromheen werd een nieuwe bastionmuur gebouwd. De gracht werd verplaatst naar buiten. Een prent van Philippe Taisné uit 1623 laat deze vestingwerken nog zien. Op een gegeven moment had het kasteel geen militaire functie meer. Vanaf 1685 werd begonnen met de sloop van deze vestingwerken. Ook de verdedigingstoren de Grauwert en andere gedeelten werden gesloopt. Het woongedeelte werd gespaard en diende als Ambtswoning voor de drossaard. In de 18e eeuw kwam het kasteel leeg te staan. Doordat het geen belangrijke functie meer had en bovendien duur was aan onderhoud, werd het gesloopt. De vrijgekomen stenen werden gebruikt voor reparaties aan verschillende gebouwen in de omgeving.
In 1837 kocht de particulier Jan Willem Burghoff, een rijke industrieel uit Roermond, enkele landerijen in Montfort, waartoe ook de kasteelruïne behoorde. Ongeveer tien jaren later, omstreeks 1850, liet deze op een restant van een toren uit de middeleeuwen een achthoekig bakstenen Jachtslot bouwen. Vermoedelijk is dit Jachtslot een ontwerp van de bekende architect Pierre Cuypers. Toen het niet meer bewoond werd is het vanaf 1900 ernstig gaan vervallen.

### 1950–2002
De kasteelruïne kwam in 1953 in eigendom van de Stichting Kasteel Valkenburg. Rond deze tijd werd begonnen met de eerste consolidatie van deze ooit zo belangrijke burcht. De verdwenen taluds rondom de ringmuur werden weer teruggeplaatst.
In 1961 werd de kasteelruïne overgedragen aan de nieuwe Stichting Kasteel Montfort, nog steeds de huidige eigenaar. Daarop volgde vanaf 1977 tot begin jaren 80 een uitgebreidere consodilatie: De afgebrokkelde ringmuur werd opgehoogd en bijgewerkt alsmede de hoektorens, waaronder de in slechte staat verkerende Witte Toren, ofwel poorttoren.

### Van 2002 tot nu

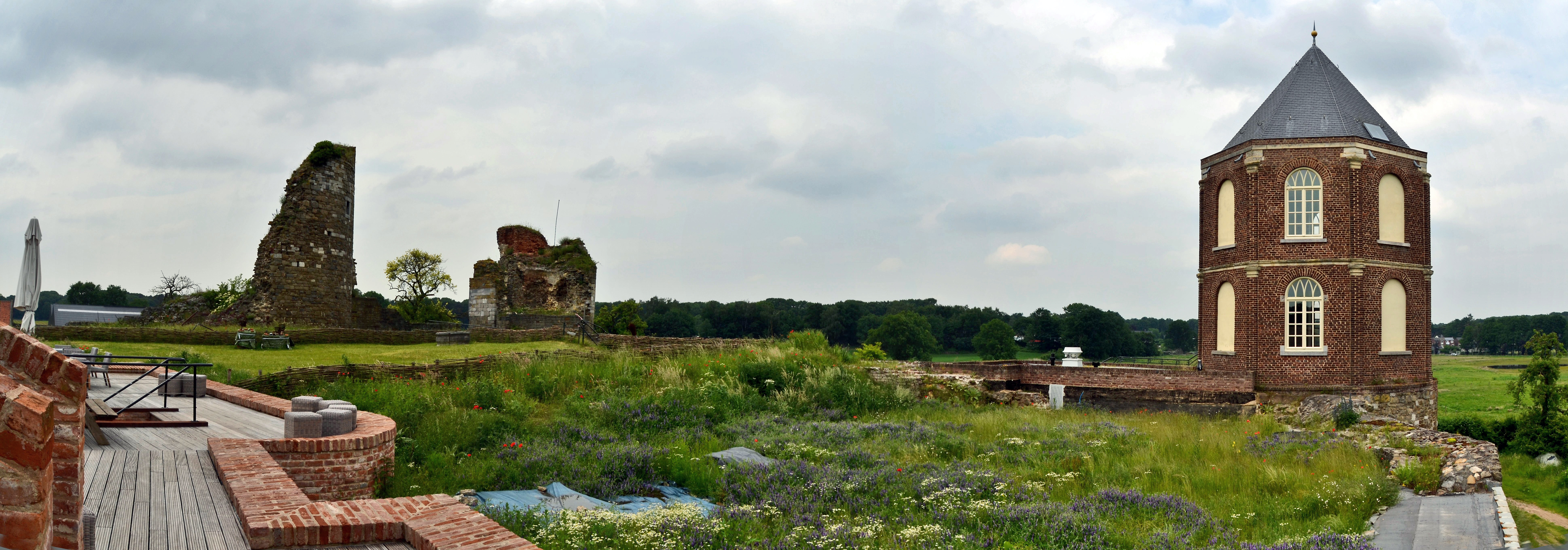
Uitzicht vanaf de gerestaureerde zuid-oost toren (mei 2018)

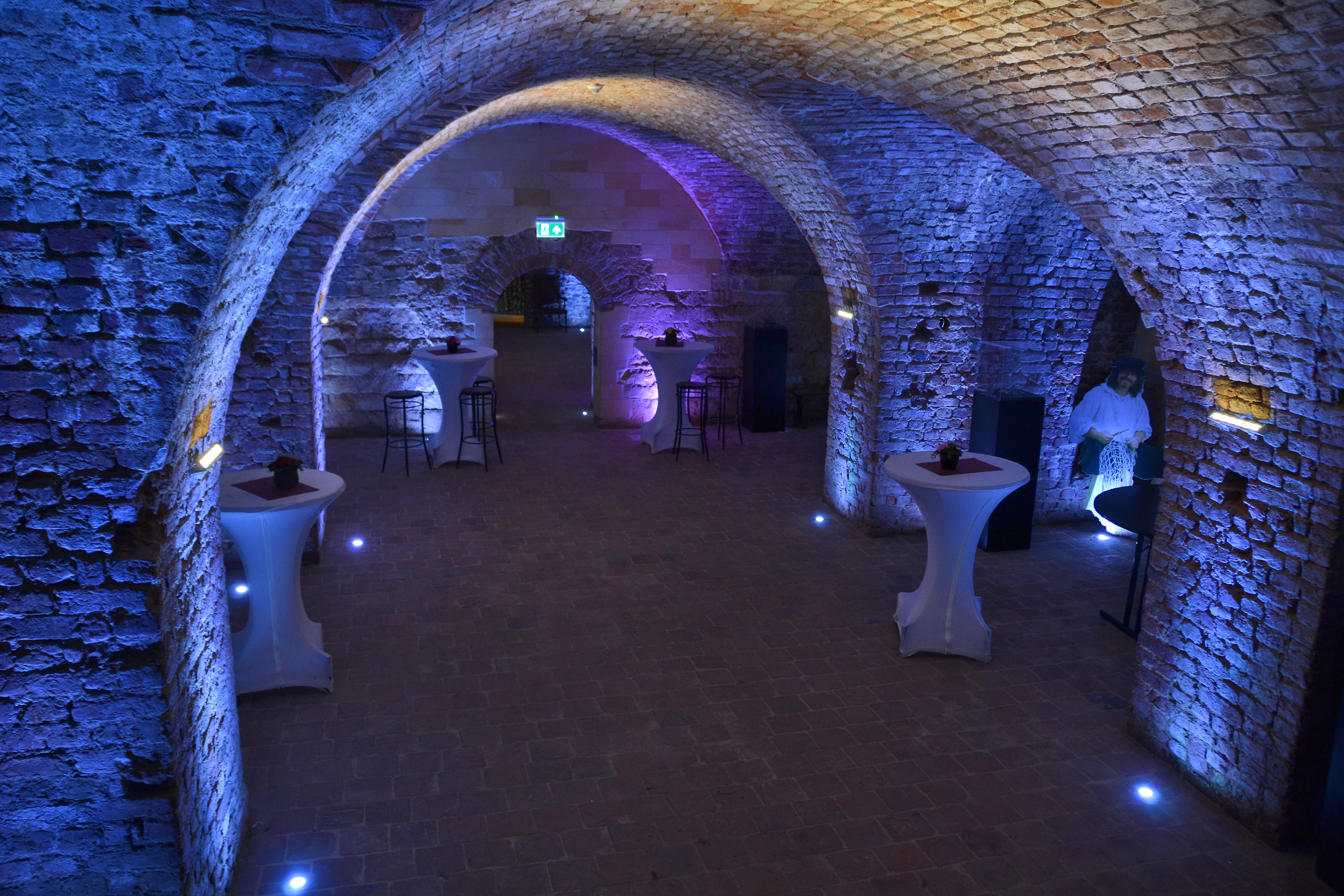
de keldergewelchen (mei 2018)

Er vormde zich in 2002 binnen de stichting een nieuw bestuur. Het achthoekige jachtslot uit 1850 verkeerde in zulke erbarmelijke staat dat dit met spoed gestut werd om verder verval tegen te gaan. Dit vormde aanleiding tot concrete plannen om het jachtslot volledig in oorspronkelijke staat te herstellen. Na goedkeuring van het projectplan werd begin 2005 begonnen met de restauratie. Behalve het torentje werden ook de twee naastgelegen keldertjes betrokken.
In februari en maart van 2011 heeft men nieuwe opgravingen verricht waarbij verschillende keldergewelven blootgelegd zijn. In mei 2015 is de firma Laudy te Sittard begonnen de keldergewelven te herstellen. Om kosten te besparen zijn er kloostermoppen (het speciaal formaat baksteen dat oorspronkelijk gebruikt werd) uit Hongarije overgekomen, afkomstig uit slooppanden. Door gebruik van dit oorspronkelijk formaat baksteen is het mogelijk de nieuwe metsellagen te laten aansluiten op de oude. Tevens zijn de wanden die bekleed waren met mergel met tweedehands mergelblokken uit België opnieuw opgetrokken.
In december 2015 zijn de gewelven klaar gekomen. De keldergewelven bestaan uit 10 kleinere steekkelders die vroeger dienstdeden als opslagruimte. In 2016 is de verlichting aangelegd in de gewelven en is er een panoramadak boven op aangebracht, waarna de kelders voor het publiek toegankelijk zijn gemaakt.
Behalve de keldergewelven is in 2015 een begin gemaakt aan het herstel van de zuid-oost toren, waarin zich nog een 3,5 meter diepe put bevindt.
Ook het landschap rondom het kasteel ondergaat een ingrijpende verandering. Stichting Limburgs Landschap heeft aan de Noordkant in 2015 3 moerasvijvers gegraven die het moerasachtige karakter moeten terugbrengen. Tevens is aan de Zuidkant van het kasteel door Stichting Limburgs Landschap begonnen met de aanleg van een Franse tuin met waterpartijen, op de plaats waar die in 1750 ook gelegen heeft.

## De toekomst
De restauratie van dit Jachtslot is niet de enige activiteit. Het doel van de stichting is om mensen te betrekken met het kasteel en zijn landschap. In samenwerking met Stichting het Limburgs Landschap wordt er in dit Jachtslot een bezoekerscentrum ingericht, waarin het "Kasteel en z'n Landschap" centraal zullen staan. Tevens worden er door de VVV in Herkenbosch wandel- en fietstochten alsook rondleidingen op en rondom de kasteelruïne georganiseerd.

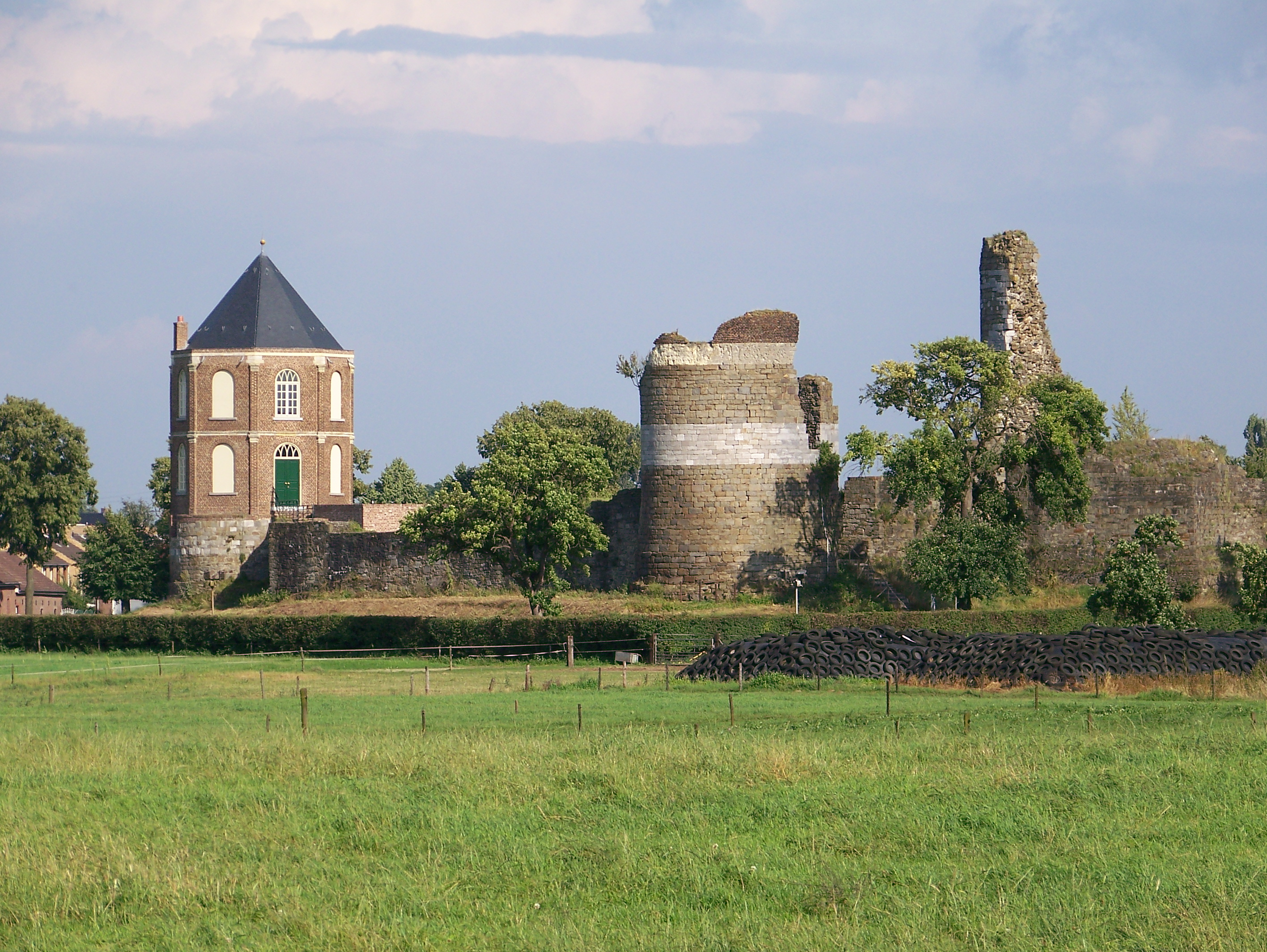
Kasteel Montfort, zomer 2007

## Trivia
Het kasteel heeft enkele malen als filmdecor gefungeerd. Bijvoorbeeld voor de speelfilm "Sjors en Sjimmie en het Zwaard van Krijn" (1977), van Henk van der Linden. Ook speelde het kasteel een rol in een korte speelfilm "De Legende van de Vrouwe Zonder Kop" gebaseerd op een legende over de vrouw van de drossaard Wilhelm van Vlodrop, Cecilia van Hamal.